# البراهين الخمسة

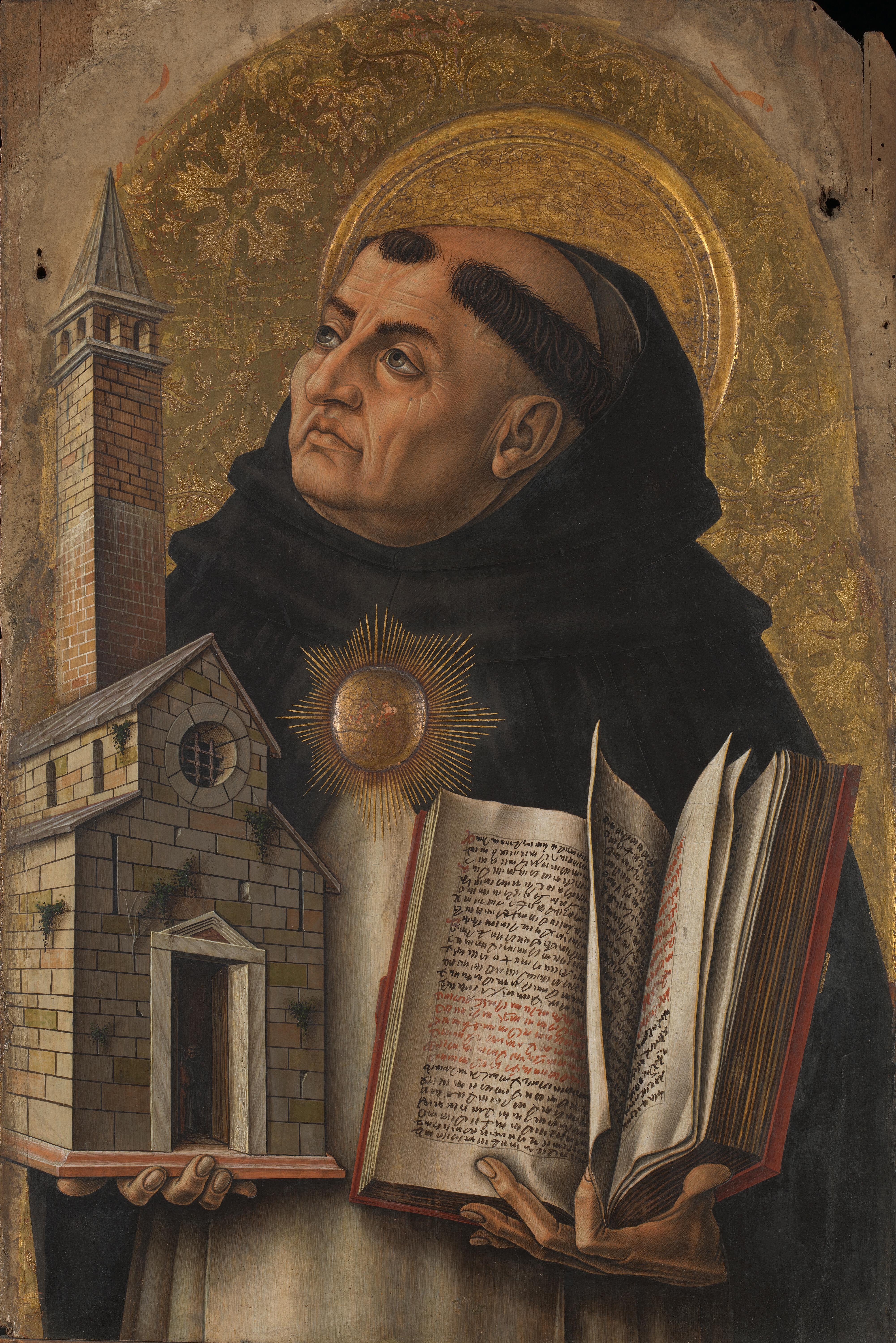
توما الاكويني، في القرن 13 الميلادي

البراهين الخمسة آو الطرق الخمسة هي خمسة الحجج المنطقية فيما يتعلق بالبرهان على وجود الله تعالى لخصها الفيلسوف واللاهوتي الكاثوليكي توما الاكويني في كتابه «الخلاصة اللاهوتية» (مصيغةً على شكل جدالٍ فلسفي أيضاً) موضحةً علي النحو التالي:
1. المحرك غير المتحرك.
2. المسبب الأول.
3. حجة الوجود
4. حجة الأفضلية المقارَنة.
5. الحجة الغائية أو العلة الغائية.